# 路易斯·安德里森
路易斯·喬瑟夫·安德里森（荷蘭語：Louis Joseph Andriessen，1939年6月6日—2021年7月1日）， 是一名荷蘭作曲家與鋼琴家，住在阿姆斯特丹。他是海牙皇家音樂學院的作曲系教授。

## 作品風格
路易斯·安德里森自早期時就開始實驗各種各樣的現代音樂技法。自從1970年代起，他就拒絕使用傳統的交響樂團來作曲，轉而使用他自己獨特的樂器組合來作曲。在大部分他的作品中，他都會使用傳統的交響樂團里的樂器，但是與此同時他也會在自己的作品里加入諸如電吉他等非常規樂器。
安德里森的成熟期作品包含了許多種風格：爵士樂、極簡主義、斯特拉文斯基風格等等。雖然他被認為成極簡主義作曲家，但是他經常避免用極簡主義式的簡單與不變的和聲來作曲，而是更加註重於對歐洲現代音樂的不協和音的運用。他同時還在作品中運用大量的非傳統演奏技巧，例如使用擴音樂器，與非傳統的演唱方式等。

## 著名的學生
- 葉小綱
- 史蒂夫·馬特蘭德（英语：Steve Martland）
- 艾莉森·卡梅隆（英语：Allison Cameron）

## 代表作品
- Workers Union（為任何聲音大的樂器組而作，1975）
- Hoketus（為兩組五把樂器而作，1976）
- M is for Man, Music, Mozart（配樂，1994）
- Zilver（為長笛、單簧管、小提琴、大提琴、鋼琴、顫音琴和馬林巴而作，1994）
- Letter from Cathy （為爵士女聲、豎琴、小提琴、低音提琴、鋼琴與打擊樂，2003）